# Елим (Пенсилванија)
Елим (енгл. Elim) насељено је место без административног статуса у америчкој савезној држави Пенсилванија.

## Демографија
По попису из 2010. године број становника је 3.727, што је 448 (-10,7%) становника мање него 2000. године.
| Група             | 2000.         | 2010.         |
| Белци             | 4.085 (97,8%) | 3.549 (95,2%) |
| Афроамериканци    | 33 (0,8%)     | 45 (1,2%)     |
| Азијати           | 23 (0,6%)     | 57 (1,5%)     |
| Хиспаноамериканци | 15 (0,4%)     | 29 (0,8%)     |
| Укупно            | 4.175         | 3.727         |